# Ion Roată
Ion Roată – wieś w Rumunii, w okręgu Jałomica, w gminie Ion Roată. W 2011 roku liczyła 2218 mieszkańców.